# 冨山省三
冨山 省三（とみやま しょうぞう、1938年9月24日 - 2012年12月8日）は、日本の政治家。茨城県筑西市長を1期、平成の大合併以前に存在した下館市長を3期務めた。

## 来歴
茨城県出身。1957年、茨城県立下妻第一高等学校卒業。コンクリート工業の会社を経営し、茨城県議会議員を3期務めた後、1996年、下館市長に当選する。下館市長を3期務め、2005年に下館市は合併で筑西市となる。合併後の市長選挙に立候補し、当選する。筑西市長を1期務め、2009年の市長選挙に立候補したが、元筑西市議の吉沢範夫に敗れた。旭日小綬章を受章し、2012年に筑西市から名誉市民を贈られた。同年12月8日に死去した。